# 王紹 (正統進士)
王紹（1415年—？），字繼先，山西潞州屯留縣人，民籍。明朝政治人物。進士出身。

## 生平
山西鄉試第二十四名。正統十年（1445年）乙丑科會試第一百二十名，殿試登進士第三甲第五十名，官至广东副使。
曾祖父王伯祥。祖父王彥禮。父亲王瓛，曾任蘇州府知事。